# Dilibolygó
A Dilibolygó a Mézga Aladár különös kalandjai című magyar rajzfilmsorozat harmadik része, a sorozat epizódjaként a Mézga család tizenhatodik része.

## Cselekmény
A Mézga család cirkuszba indul, Aladár kivételével, aki inkább otthon marad. A valóságban ismét űrutazásra megy, és egy olyan bolygón köt ki, ahol a legfurcsább idétlenségek történnek meg. A Gulliverkli egyik fúvókáját szétlövik, amit pótolni kellene. Miután Blökit útszéli stoppolásuk közben elrabolják, Aladár kénytelen utánamenni egy városba. Aladár nyomába szegődik egy ember-kutya hibrid: mint kiderül, ezen a bolygón az emberek beleőrültek a jólétbe, és ezek a hibridek az egyetlen normálisan viselkedő, a rendfenntartásért felelős lények. Aladárt kémnek nézik, ahonnét Blöki menti meg – őt ugyanis, mivel beszélő kutya, a kémelhárítás befogadta és nekik dolgozik. Mielőtt elhagynák a bolygót, egy teknőspáncél felhasználásával készítenek új fúvókát.

## Alkotók
- Rendezte: Nepp József, Ternovszky Béla
- Írta: Nepp József, Romhányi József
- Dramaturg: Komlós Klári
- Zenéjét szerezte: Deák Tamás
- Operatőr: Nagy Csaba, Neményi Mária
- Hangmérnök: Bársony Péter
- Vágó: Hap Magda
- Lektor: Lehel Judit
- Háttér: Kaim Miklós, Magyarkúti Béla
- Rajzolták: Apostol Éva, Dizseri Eszter, Hernádi Tibor, Jónák Tamás, Koltai Jenő, Rajkai György, Rofusz Ferenc, Rosta Géza, Somos Andrásné, Szemenyei András, Ternovszky Béla, Zsilli Mária
- Munkatársak: Gyöpös Katalin, Kanics Gabriella, Körmöci Judit, Méhl Tibor, Németh Kálmánné, Paál Jánosné, Zsebényi Béla
- Színes technika: Dobrányi Géza
- Gyártásvezető: Szigeti Ágnes
- Produkciós vezető: Gyöpös Sándor, Kunz Román

Készítette a Magyar Televízió megbízázásól a Pannónia Filmstúdió

## Szereplők
- Mézga Aladár: Némethy Attila
- Blöki: Szabó Ottó
- Mézga Géza: Harkányi Endre
- Mézgáné Rezovits Paula: Győri Ilona
- Mézga Kriszta: Földessy Margit
- Csillagászok: Suka Sándor, Márkus Ferenc
- Női ruhás pincér: Alfonzó
- Szép Demencia: Vay Ilus
- Komoly úr: Képessy József
- Iker úr: Tordy Géza
- Gépfegyveres kalóz: Horváth Pál
- Rohangáló kikiáltó: Rátonyi Róbert
- Mellszobor, az információs szolgálat tagja: Czigány Judit
- Rintin Tóni, az Államsintérség kapitánya: Farkas Antal
- Dilibolygó lakói: Deák B. Ferenc, Gyenge Árpád, Tyll Attila